# شکاف‌دندان هیسپانیولایی
شکاف‌دندان هیسپانیولایی (نام علمی: Solenodon paradoxus) نام یک گونه از سرده شکاف‌دندان است.